# SNCF Y 6020
Die Diesellokomotiven der Reihe Y 6020 der SNCF waren Rangiertraktoren (locotracteur), die in den 1930er Jahren von der staatlichen Eisenbahngesellschaft Chemins de fer de l’État (ETAT) beschafft wurden. Baugleiche Einzelstücke wurden von den Chemins de fer de l’Est (EST), der Administration des chemins de fer d’Alsace et de Lorraine (AL), der Compagnie des chemins de fer du Nord (Nord) und der Compagnie du chemin de fer Paris-Lyon-Méditerranée (PLM) beschafft und in diese Baureihe einsortiert.

## Geschichte und Beschreibung

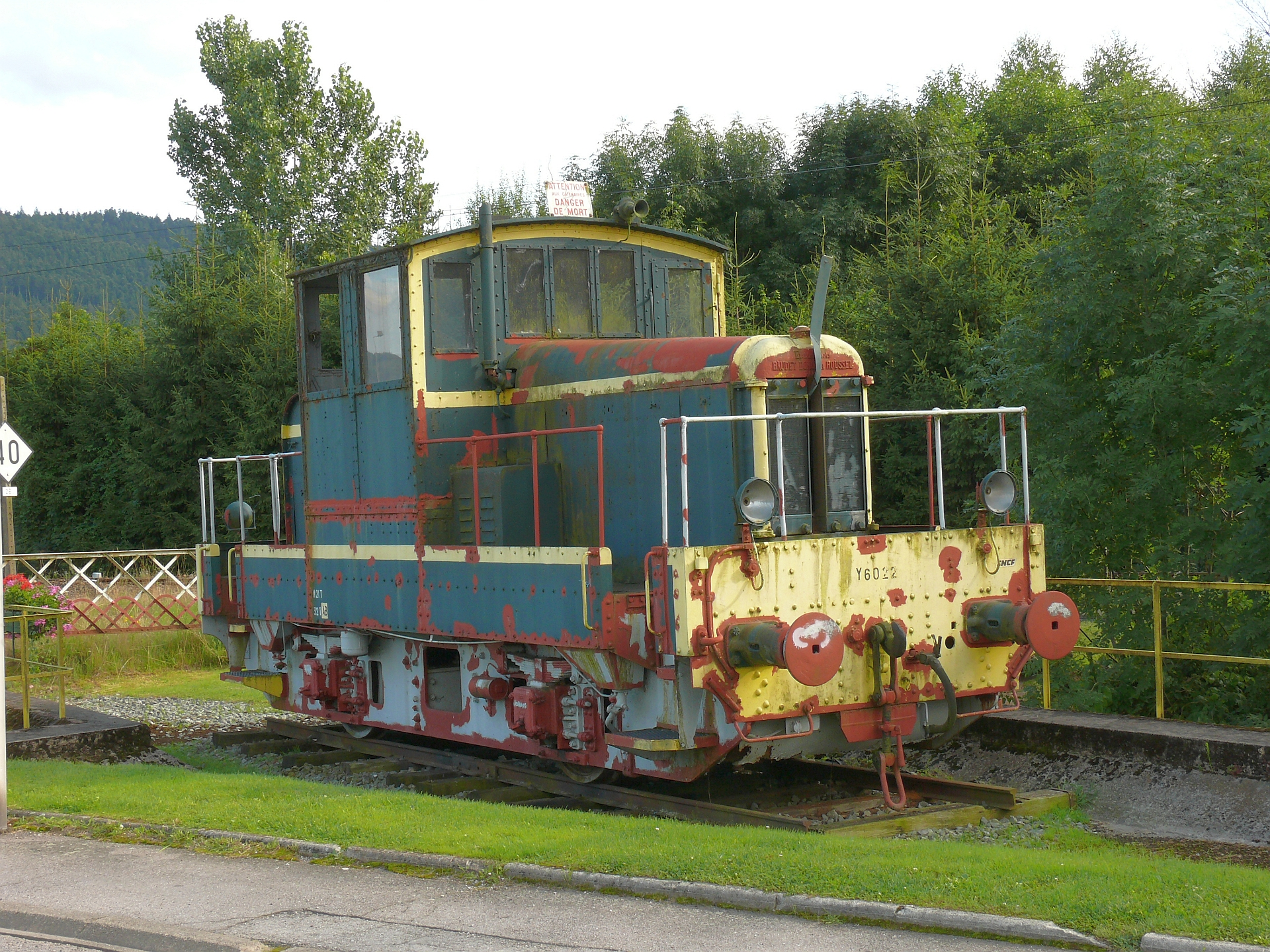
SNCFY Y 6022 in Remiremont (Vosges 88)

Die unter der Herstellerbezeichnung 12V 100D HN5 in den Jahren 1931 und 1932 von Baudet Donon Roussel (BDR) beschafften Rangierlokomotiven gingen bei der ETAT als ZZ 207 bis ZZ 221 in Dienst. Abschließend folgten noch zwei Fahrzeuge als ZZ 351 und ZZ 352 des Herstellertyps 8V 100 HN6. Die BDR fusionierte im Jahre 1960 mit der später unter EIFFAGE METAL firmierenden Metallbauunternehmung, die auf den Gründer Gustave Eiffel zurückgeht.
Die Lokomotiven hatten ursprünglich einen 100 PS starken Motor der Hersteller Mercedes Benz und Renault.
Mit der Gründung der SNCF im Jahre 1938 erhielten die 17 Fahrzeuge der ETAT die Nummern LZZ BD 10201 bis 10205 und LZZ BD 10211 bis 10222. Im Jahre 1946 erhielten diese zusammen mit den einzelnen Beschaffungen der anderen Bahngesellschaften einen neuen Motor des Herstellers Willème mit 115 PS und zwei Jahre später die Baureihenbezeichnungen Y BD 10200 (20 Fahrzeuge) und Y BD 10400 (zwei Fahrzeuge).
In den Jahren 1960–1961 wurden die Maschinen abermals generalüberholt und erhielten einen 150 PS starken Reihen-Sechszylinder-Dieselmotor mit der Bezeichnung F6M 517P – wieder des Herstellers Willème. Das originale mechanische 6-Gang-Getriebe wurde durch ein hydromechanisches 8-Gang-Getriebe des Herstellers CFD (Ateliers CFD de Montmirail) ersetzt. Die Modernisierungen wurden von der Firma Ateliers de Nevers durchgeführt.
Im Zuge dessen erhielten sie auch ihre zuletzt gültige Bezeichnung als Y 6024 bis Y 6037, ohne das Fahrzeug ZZ 221 (Y BD 10205), das nicht umgebaut wurde. Zwei Maschinen der PLM folgten als Y 6038 und Y 6039, die jüngeren ZZ 351 und ZZ 352 der ETAT wurden zu Y 6040 und Y 6041. Als Y 6021 bis Y 6023 liefen fortan die Einzelstücke von EST, AL und Nord.

## Nummernschema
| BDR Fabriknummer | Herkunft    | Nr. ab 1934 | SNCF ab 1938 | SNCF ab 1948 | Nummerierung ab 1962 |
| ---------------- | ----------- | ----------- | ------------ | ------------ | -------------------- |
| 318              | EST T2009   | EST T2009   | LZZ BD ?     | Y BD 10401   | Y 6021               |
| 324              | AL Lo 3     | AL Lo 3     | LZZ BD ?     | Y BD 10202   | Y 6022               |
| 321              | Nord BDR 6  | Nord BDR 6  | LZZ BD 10351 | Y BD 10203   | Y 6023               |
| 302              | ÉTAT ZZ 207 | ZZ 0601     | LZZ BD 10211 | Y BD 10204   | Y 6024               |
| 303              | ÉTAT ZZ 208 | ZZ 0602     | LZZ BD 10212 | Y BD 10205   | Y 6025               |
| 304              | ÉTAT ZZ 209 | ZZ 0603     | LZZ BD 10213 | Y BD 10206   | Y 6026               |
| 305              | ÉTAT ZZ 210 | ZZ 0604     | LZZ BD 10214 | Y BD 10207   | Y 6027               |
| 306              | ÉTAT ZZ 211 | ZZ 0605     | LZZ BD 10215 | Y BD 1020?   | Y 6028               |
| 307              | ÉTAT ZZ 212 | ZZ 0606     | LZZ BD 10216 | Y BD 10209   | Y 6029               |
| 308              | ÉTAT ZZ 213 | ZZ 0607     | LZZ BD 10217 | Y BD 10210   | Y 6030               |
| 309              | ÉTAT ZZ 214 | ZZ 0608     | LZZ BD 10218 | Y BD 10211   | Y 6031               |
| 310              | ÉTAT ZZ 215 | ZZ 0609     | LZZ BD 10219 | Y BD 10212   | Y 6032               |
| 311              | ÉTAT ZZ 216 | ZZ 0610     | LZZ BD 10220 | Y BD 10213   | Y 6033               |
| 312              | ÉTAT ZZ 217 | ZZ 0201     | LZZ BD 10201 | Y BD 10214   | Y 6034               |
| 313              | ÉTAT ZZ 218 | ZZ 0202     | LZZ BD 10202 | Y BD 10215   | Y 6035               |
| 314              | ÉTAT ZZ 219 | ZZ 0203     | LZZ BD 10203 | Y BD 10216   | Y 6036               |
| 315              | ÉTAT ZZ 220 | ZZ 0204     | LZZ BD 10204 | Y BD 10217   | Y 6037               |
| 316              | ÉTAT ZZ 221 | ZZ 0205     | LZZ BD 10205 | Y BD 10218   | -                    |
| 319              | PLM SA100-3 | 100 DB1     | LZZ BD ?     | Y BD 10219   | Y 6038               |
| 320              | PLM SA100-4 | 100 DB2     | LZZ BD ?     | Y BD 10220   | Y 6039               |
| 342              | ÉTAT ZZ 351 | ZZ 0401     | LZZ BD 10208 | Y BD 10208   | Y 6040               |
| 343              | ÉTAT ZZ 352 | ZZ 0402     | LZZ BD 10222 | Y BD 10402   | Y 6041               |

## Verbleibe und erhaltene Lokomotiven
Die als Denkmal in einem Industriegebiet der Stadt Remiremont, eineinhalb Kilometer nordwestlich des Bahnhofs an der Eisenbahnstrecke aufgestellte Lokomotive SNCF Y 6022 wurde 2012 verschrottet.
SNCF Y 6023 war noch im Jahre 2004 bei Société Métallurgique d'Épernay (SME) am Standort der Firma in Culoz im Einsatz
Ein nicht identifiziertes Exemplar der Baureihe war bei der Chemin de fer touristique de la Sarthe (Transvap) in Beille (Sarthe 72) als Ersatzteilspender hinterstellt und sollte verschrottet werden.
2007 kam es zur Museumsbahn Chemin de Fer Touristique des Hautes Falaises (CFTHF) in Tourville-les-Ifs (Seine Maritime 76).
Dort war die Lokomotive im Oktober 2014 zusammen mit einem noch älteren Rangiergerät der Firma BDR aus dem Jahre 1930 in nicht aufgearbeitetem Zustand vorhanden.
Eine weitere ebenfalls nicht identifizierte Maschine war bei Pontivy im Département Morbihan in der Region Bretagne
abgestellt.
Betriebsfähig erhalten geblieben ist somit nur eine Maschine mit der Beschriftung ETAT ZZ 218 (das wäre die frühere SNCF Y 6035) bei der Museumsbahn Train de la canner, die vom Verein Association Lorraine d'Exploitation et de Modélisme Ferroviaires (ALEMF) auf der Eisenbahnstrecke von Vigy nach Hombourg-Budange im Département Moselle unterhalten wird. Die Identität dieses Exemplars ist allerdings nicht gesichert. Das Fahrzeug befand sich im Jahre 1994 bei der Lokwerkstatt Société d'Applications Diesel (SAD) in Illange.
Eine weitere fast baugleiche Maschine von BDR aus dem Jahre 1932 hatte als „Y 12004“ beim Train touristique de Marqueze (TTM) in Sabres überlebt.
Der Verein betreibt eine Museumsbahn auf einer der Strecken der Société Anonyme des Voies Ferrées des Landes (VFL).
Ob das Fahrzeug zuvor hier in Dienst war, ist nicht bekannt. Es entstammt einer Serie von vier Fahrzeugen, die als BDR-14 bis BDR-17 bei Nord in Dienst gestellt wurden und bei der SNCF als Y BD 12001 bis Y BD 12004 eingereiht waren. Im Gegensatz zu den Fahrzeugen der SNCF Baureihe Y 6020 war der Motorvorbau zum Fahrzeugende hin nicht verjüngt und der Auspuff mittig zum Führerhausdach geführt.
Das Fahrzeug gehört inzwischen dem Parc naturel régional des Landes de Gascogne in Sabres und befindet sich zusammen mit SNCF Y 6233 und CFTA BB 4028 beim Ecomusée de Marquèze in Sabres. Baugleiche Lokomotiven waren bei einem Silo der Coopérative agricole départementale de la Sarthe (C.A.D.S.) in Connerré (im Oktober 1992), bei einem Silobetrieb im Weiler la Chapelle du Chêne der Gemeinde Vion im Département Sarthe
noch im Einsatz und bei einem Schrotthändler
im Industriegebiet der Gemeinde Rouxmesnil-Bouteilles im Département Seine-Maritime in der Region Normandie
abgestellt.

## Modelle
Eine Wiedergabe im Maßstab 1:43 war in den 2010er Jahren bei Haxo Modele - Roger PICHON projektiert.